# Radobica
Radobica je obec na Slovensku, v okrese Prievidza v Trenčínském kraji.
V roce 2015 zde žilo 546 obyvatel.